# ジャーメイン・ジョンソン
ジャーメイン・ジョンソン（Jermaine Johnson、1980年6月25日 - ）は、ジャマイカ・キングストン出身のプロサッカー選手。サッカージャマイカ代表。ティヴォリ・ガーデンズFC所属。ポジションはFW。

## 経歴
ジャマイカ国内のクラブでキャリアをスタート。在籍中、イングランドのクラブへのレンタルを3度経験した。
2006年6月、代表チームメイトのドノヴァン・リケッツとともにイングランドのブラッドフォード・シティAFCに完全移籍。
2007年1月31日、移籍金25万ポンドでシェフィールド・ウェンズデイFCに移籍。
2014年7月30日、インディ・イレブンに加入。

## 所属クラブ
- ティヴォリ・ガーデンズFC 1999-2006

→ ボルトン・ワンダラーズFC 2001-2003 (loan)
→ オールダム・アスレティックAFC 2003-2004 (loan)
→ オールダム・アスレティックAFC 2004-2006 (loan)
- ブラッドフォード・シティAFC 2006-2007
- シェフィールド・ウェンズデイFC 2007-2014
- インディ・イレブン 2014-2015
- ティヴォリ・ガーデンズFC 2015-

## 代表歴
- ジャマイカ代表
  - 2003 CONCACAFゴールドカップ予選
  - 2005 CONCACAFゴールドカップ
  - 2009 CONCACAFゴールドカップ
  - 2014 FIFAワールドカップ・北中米カリブ海予選
  - 2017 CONCACAFゴールドカップ
  - カリビアンカップ2017

### 代表でのゴール
2017年6月22日現在
| #   | 開催日         | 開催地                 | 対戦国               | スコア | 結果        | 試合概要                        |
| --- | -------------- | ---------------------- | -------------------- | ------ | ----------- | ------------------------------- |
| 1.  | 1999年10月24日 | ジョージタウン         | ケイマン諸島         | 4–1    | 4–1         | 親善試合                        |
| 2.  | 2000年7月5日   | キングストン           | バルバドス           | 1–0    | 5–0         | 親善試合                        |
| 3.  | 2000年7月8日   | ポート・オブ・スペイン | トリニダード・トバゴ | 3–1    | 4–2         | 親善試合                        |
| 4.  | 2002年11月11日 | セントジョージズ       | グアドループ         | 1–0    | 2–0         | 2003 CONCACAFゴールドカップ予選 |
| 5.  | 2002年11月13日 | セントジョージズ       | グレナダ             | 1–0    | 4–1         | 2003 CONCACAFゴールドカップ予選 |
| 6.  | 2002年11月13日 | セントジョージズ       | グレナダ             | 2–0    | 4–1         | 2003 CONCACAFゴールドカップ予選 |
| 7.  | 2003年3月30日  | キングストン           | ハイチ               | 1–0    | 3–0         | 2003 CONCACAFゴールドカップ予選 |
| 8.  | 2003年5月25日  | キングストン           | ナイジェリア         | 2–0    | 3–2         | 親善試合                        |
| 9.  | 2004年2月18日  | キングストン           | ウルグアイ           | 2–0    | 2–0         | 親善試合                        |
| 10. | 2009年6月7日   | キングストン           | パナマ               | 1–1    | 3–2         | 親善試合                        |
| 11. | 2017年6月13日  | アレキパ               | ペルー               | 1–3    | 1–3         | 親善試合                        |
| 12. | 2017年6月22日  | フォール・ド・フランス | フランス領ギアナ     | 1–1    | 1–1 (4–2 p) | カリビアンカップ2017            |